# HD 99803
HD 99803，又名CD-41 6565，SAO 222813、HR 4423，是一颗恒星，视星等为5.08，位于銀經287.1，銀緯17.64，其B1900.0坐标为赤經11h 23m 46s，赤緯-42° 17.64′ 25″。